# Hélium liquide

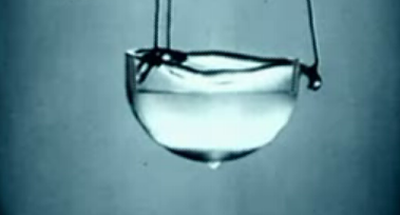
Hélium liquide superfluide dans un récipient.

L’hélium 4 peut être liquéfié à pression ambiante sous une température d'environ −269 °C, soit 4,13 K. 
Son isotope, l'hélium 3, se liquéfie à pression ambiante sous une température d'environ 3,19 K. L'hélium est le seul élément qui ne peut être solidifié à pression ambiante. L'hélium solide peut être obtenu seulement lorsqu'une très grande pression y est appliquée.

## Historique de la liquéfaction
L’hélium 4 est liquéfié pour la première fois le 10 juin 1908 par le physicien néerlandais Heike Kamerlingh Onnes à Leyde aux Pays-Bas. Cette prouesse majeure, résultat de dix années de travail intensif, permet d'atteindre les températures les plus basses de l'époque (le record de froid avant la liquéfaction de l'hélium était détenu depuis 1898 par le physicien anglais James Dewar avec la liquéfaction de l'hydrogène à −250 °C, soit environ 20 K). Heike Kamerlingh Onnes obtient le prix Nobel de physique en 1913 "pour sa recherche des propriétés de la matière à basse température, qui amena à la production d'hélium liquide". En s'approchant davantage du zéro absolu, l'hélium 4 liquide permet à Heike Kamerlingh Onnes de découvrir le phénomène de la supraconductivité le 8 avril 1911 en mesurant la résistance électrique du mercure à très basse température. 
L'hélium 3, inconnu au tout début du XXe siècle, le spectromètre de masse n'ayant pas encore été inventé, est liquéfié en 1949 par E. R. Grilly, E. F. Hammel et S. G. Sydoriak.

## Procédé de liquéfaction
L'hélium ne peut être liquéfié qu'en utilisant le procédé Linde-Hampson qui consiste en l'utilisation de la loi de Joule-Thomson et des variations de température d'un gaz en compression et en décompression suivant la loi de Gay-Lussac. On peut essayer de comprendre simplement ce processus : 
- l'hélium gazeux est comprimé dans une enceinte où les transferts de chaleur sont permis ;
- après un instant, le gaz comprimé se thermalise avec son environnement ;
- ce gaz est ensuite passé à travers un matériau poreux pour ralentir le débit arrivant dans une enceinte isolée thermiquement où le gaz est décompressé ;
- pour permettre au gaz de se détendre, et qu'ainsi des particules puissent s'éloigner les unes des autres, il faut que le reste des particules se rapprochent les unes des autres, car il n'y a pas de transfert d'énergie possible ;
- ces atomes rapprochés vont alors pouvoir former une phase liquide.

Ce processus, répété de nombreuses fois, permet d'obtenir de l'hélium liquide.

## Caractéristiques
La température requise pour produire de l'hélium liquide est très basse à cause de la faiblesse de la force de van der Waals attractive entre les atomes d'hélium. Leur faiblesse est due au fait que l'hélium est un gaz noble ainsi qu'à des effets quantiques : l'hélium étant très léger (environ 4 fois l'unité de masse atomique unifiée), l'énergie de point zéro de l'hélium liquide est plus faible si les atomes qui le composent sont plus éloignés les uns des autres car les atomes légers bougent plus que des atomes plus lourds. Cette faiblesse des interactions inter-atomiques explique le fait que l'hélium reste liquide à pression ambiante jusqu'au zéro absolu. Il faut appliquer une pression de l'ordre d'au moins 25 fois la pression atmosphérique pour arriver à le solidifier.

Diagramme de phases ^{3}He–^{4}He liquides, montrant la zone de démixtion.

Les deux isotopes de l'hélium ne sont pas complètement miscibles à des températures inférieures à −272,25 °C à leur pression de vapeur saturante. Sous cette température, un mélange de ces deux isotopes subit une séparation de phase où un fluide normal (riche en hélium 3) flotte sur une phase superfluide plus dense (riche en hélium 4). À très basses températures, la phase superfluide peut contenir jusqu'à 6 % d'hélium 3 en solution, ce qui permet de créer un réfrigérateur à dilution capable d'atteindre des températures de l'ordre de 2 mK.

## Superfluidité
La superfluidité est un état analogue à la supraconductivité dans les solides. Les atomes d'un liquide superfluide perdent toute viscosité, donnant naissance à des effets impressionnants tels que le passage d'un tel liquide à travers toute matière non-amorphe (à part le graphène) ou encore l'effet fontaine. L'hélium 4 liquide devient superfluide sous 2,17 K à pression ambiante. Bien que déjà observée en 1911 par Heike Kamerlingh Onnes qui n'y prête pas vraiment attention à l'époque, c'est en fait le physicien russe Piotr Kapitsa qui découvre cette superfluidité et qui obtient le prix Nobel de physique de 1978 pour cela. Du côté théorique, c'est le physicien russe Lev Davidovitch Landau qui reçoit le prix Nobel de physique pour l'explication de l'hélium 4 superfluide en 1962. 
L'hélium 3 ne devient en revanche superfluide que sous des températures de l'ordre de 2 mK. La découverte de cette superfluidité est due à Douglas D. Osheroff, David M. Lee et Robert C. Richardson qui obtiennent le prix Nobel de physique de 1996 pour cela. La compréhension théorique de ce phénomène dans l'hélium 3 vient d'Anthony Leggett, prix Nobel de physique en 2003.
Ces deux superfluidités sont en fait très différentes l'une de l'autre car l'hélium 4 est un boson de spin nul qui peut subir directement l'analogue d'une condensation de Bose-Einstein, tandis que l'hélium 3 est un fermion de spin 1/2 où des paires d'atomes doivent se former avant de subir l'analogue d'une condensation de Bose-Einstein (une situation semblable à la condensation des paires de Cooper électroniques dans le cadre de la théorie BCS de la supraconductivité).

## Usages
L'hélium liquide peut être utilisé dans le refroidissement de câbles ou de bobines supraconductrices. En effet, bien que les cuprates supraconducteurs à haute température critique fonctionnent à des températures supérieures à la température de liquéfaction de l'azote liquide, le manque de malléabilité de ces derniers impose l'utilisation de métaux et d'alliages pour faire ces câbles et ces bobines qui ne sont supraconducteurs qu'une fois refroidis à l'hélium liquide. Les câbles supraconducteurs permettent de transporter du courant électrique quasiment sans la moindre perte d'énergie. Les bobines permettent quant à elles de créer des champs magnétiques très puissants d'après le théorème d'Ampère de l'induction magnétique selon laquelle un courant électrique crée un champ magnétique. Les champs magnétiques continus créés sont parmi les plus puissants existants sur Terre (après ceux créés dans les laboratoires de champs intenses via des bobines résistives en cuivre, ou par des aimants hybrides composés d'une partie résistive, et d'une partie supraconductrice). Les bobines supraconductrices servent dans le contexte médical avec l'imagerie par résonance magnétique nucléaire (IRM), la résonance magnétique nucléaire (RMN) et la magnétoencéphalographie (MEG). L'hélium liquide est aussi essentiel à une très grande majorité des expériences en physique, la plupart d'entre elles étant faites à très basses températures. Par ailleurs, les accélérateurs de particules, tels que le Large Hadron Collider (LHC) au CERN à Genève qui dispose de la plus grande usine de production d'hélium liquide au monde, se reposent entièrement sur l'hélium liquide pour refroidir les supraconducteurs permettant de créer des champs magnétiques intenses pour guider précisément les particules.